# Hradčanská (metrostation)
Hradčanská is een metrostation van de metro van Praag. Het station bevindt zich op de grens van de wijken Dejvice en Hradčany, naar de tweede is het station genoemd. Het station wordt aangedaan door metrolijn A.
Het metrostation werd geopend op 12 augustus 1978.
Nemocnice Motol · Petřiny · Nádraží Veleslavín · Bořislavka · Dejvická · Hradčanská · Malostranská · Staroměstská · Můstek · Muzeum · Náměstí Míru · Jiřího z Poděbrad · Flora · Želivského · Strašnická · Skalka · Depo Hostivař